# Spriggan (série de jeux vidéo)
 (novembre 2015).
Si vous disposez d'ouvrages ou d'articles de référence ou si vous connaissez des sites web de qualité traitant du thème abordé ici, merci de compléter l'article en donnant les références utiles à sa vérifiabilité et en les liant à la section « Notes et références ».
Spriggan (スプリガン) est une série de jeux vidéo d'action de type shoot them up développée par Compile et Micronics et éditée par Naxat Soft sur plusieurs plates-formes, uniquement au Japon. Elle met en scène un mecha éponyme dans divers univers.

## Série

### Seirei Senshi Spriggan
Seirei Senshi Spriggan (精霊戦士スプリガン) 12 juillet 1991, PC-Engine. Le premier opus est un shoot them up à défilement vertical mélangeant les thèmes du japon féodal et du cyberpunk, similaire au jeu Musha Aleste sorti en 1990. Le jeu fait partie de la compétition de jeu vidéo de tir Summer Carnival organisée par Naxat Soft en 1990. Le système de combat est basé sur l'obtention d'orbes colorées qui en combinaison donnent de nouvelles armes.

### Spriggan Mark 2: Re Terraform Project
Spriggan Mark 2: Re Terraform Project (スプリガンmark2 リ テラフォーム プロジェクト) 1er mai 1992, PC-Engine. Le second opus de la série est un shoot them up à défilement horizontal, il a pour thème la science-fiction. Le héros pilote, à travers 8 niveaux, successivement le mecha Bartholomeu puis Spriggan Mark 2.

### Spriggan Powered
Spriggan Powered (スプリガン・パワード) 26 juillet 1996, Super Famicom. Le troisième opus est développé par Micronics. Le jeu est composé de 6 niveaux à défilement horizontal. Le jeu est remarqué pour ses graphismes divers et colorés. Le protagoniste mecha peut obtenir 4 armes distinctes.